# Niquelândia
Niquelândia là một đô thị thuộc bang Goiás, Brasil. Đô thị này có diện tích 9843,17 km², dân số năm 2007 là 36963 người, mật độ 3,8 người/km².